# Ministry of Sound
Ministry of Sound (MoS) es uno de los clubes nocturnos más famosos del mundo de la música electrónica, recientemente ha alcanzado el sexto puesto en la lista de los 100 Clubs más importantes del mundo.
Ministry of Sound fue fundado por Jamie Palumbo, Humphrey Waterhouse y el DJ Justin Berkmann. Todavía es mayoritariamente controlado por Jamie Palumbo, hijo del Lord Peter Palumbo. Desde su apertura, el MoS, como marca, se ha extendido a una gran cantidad de áreas. Las ganancias pusieron a Palumbo en la lista del Sunday Times de las personas más ricas de 2004, con un precio estimado de £136m. 

## Ministry of Sound London
Ubicado en Elephant and Castle en Southwark, Sur de la Zona 1 de Londres, Bakerloo Line, y abierto oficialmente el 1 de septiembre de 1991 después de semanas de fiestas 'secretas', el Ministry se había dado a conocer a través del boca a boca. Ministry of Sound fue una de las piezas clave en el desarrollo de la música house y de los superclubes a comienzo de los años 90. En sus inicios se distanció de otros clubes nocturnos de Londres con sus ubicación separada de los barrios nocturnos, un bar sin alcohol y un excelente sistema de sonido; todo esto diseñado para atraer a los amantes de la música.
Los DJ pinchan todos los viernes y sábados y algunos domingos. El MoS dispone de 4 salas en su interior: The Box, The Bar, The Baby Box y Loft, además de la sala VIP.
Desde abril de 2008, todos los viernes son las sesiones The Gallery, que cuentan con DJs de trance de primera línea contando con residentes como Markus Schulz, Sander Van Doorn, Judge Jules, Tall Paul, Sister Bliss, Gavyn Mitchell, The Viceroy y John Askew.
Los sábados están dominados por la música house y electro de la mano de populares DJs como Pete Tong, Josh Wink, Beat Fresh, David Guetta, Sasha o Erick Morillo.

## Negocios y licencias relacionados

### Franquicias
Desde sus inicios, MOS ha llegado a ser una marca global de música dance y es parte del MSHK Group Limited. Hoy en día, Ministry of Sound tiene clubs en Londres y Egipto, oficinas en Londres, Sídney, Berlín y Nueva York, negocios digitales y una de las compañías discográficas independientes más importantes del mundo.

### Sello discográfico
El sello discográfico de Ministry of Sound comenzó el año 1995 con el lanzamiento de The Annual, un recopilatorio con varios temas mezclados por los DJs británicos Boy George y Pete Tong. The Annual vendió más de 160 000 unidades y asentó los cimientos para un nuevo sello discográfico mundial que a día de hoy cuenta con más de 50 millones de álbumes y sencillos vendidos. Ministry of Sound sigue siendo un sello independiente y continúa editando álbumes y sencillos así como recopilaciones como The Annual, Clubbers Guide y Anthems.

### Artículos electrónicos
El nombre "Ministry of Sound" también ha sido licenciado para artículos electrónicos vendidos por Alba PLC, incluyendo reproductores MP3, sistemas de sonido para el hogar, sistemas de reproducción de DVD y entretenimiento para vehículos, y una versión muy limitada de teléfonos móviles 3G (solo en el Reino Unido).

### Compilaciones
Lista de algunas de las compilaciones.
- Anthems
- The Annual
- Back to the Old Skool I & II
- Big Tunes
- Canada
- Chilled
- Chillout Sessions
- Club Files
- Club Nation
- Clubbers Guide
- Classics
- Dance Nation
- Electro House Sessions I & II
- Hard NRG
- Hed Kandi
- House Nation
- Housexy
- Ibiza Annual
- The Mash Up Mix
- Mashed
- Maximum Bass
- The Politics of Dancing
- Rewind
- Sessions 1, 2, 3, 4 & 5
- Classic Trance Nation
- Funky House Sessions
- Addicted To Bass